# Joaquim Jerônimo Fernandes da Cunha
Joaquim Jerônimo Fernandes da Cunha (Juazeiro, 30 de setembro de 1827 — Niterói, 31 de agosto de 1903) foi um magistrado e político brasileiro.

## Biografia
Nascido na Fazenda Urussé (hoje Juazeiro) no dia 30 de setembro de 1827. Cursou o secundário no Colégio Boa Sorte na Bahia e formou-se em Direito na Faculdade de Direito de Olinda.
Foi deputado provincial, deputado geral e senador do Império do Brasil de 1871 a 1889.
Morreu em 31 de agosto de 1903 na cidade de Niterói aos 75 anos.